# Termodynamisk proces
En termodynamisk proces kan defineres til at være en termodynamisk systems energimæssige udvikling fra en termodynamisk tilstand til en anden.
Ofte idealiserer man sådanne processer, hvor en eller flere termodynamiske variabler holdes konstant. Her er eksempler på sådanne termodynamiske processer:
- isoterm proces (ved konstant temperatur, vedligeholdt med termisk varme tiføjet eller fjernet ved hjælp af en varmereservoir)
- isobar proces (ved konstant tryk)
- isochor proces (ved konstant rumfang)
- adiabatisk proces (ingen termisk varme tilføres eller fjernes fra arbejdsfluidet)
- isentropisk proces (ingen termisk varme tilføres eller fjernes fra arbejdsfluidet – og entropien er konstant – det kaldes også en reversibel adiabatisk proces)[1]
- isentalpisk proces (entalpien er konstant)

Termodynamisk processer anvendes bl.a. i termodynamiske kredsprocesser.